# 김화군 (일제강점기)
김화군(金化郡)은 일제강점기 강원도의 행정 구역이다. 구한말에는 한탄강 수계의 김화군과 북한강 수계의 금성군으로 나뉘어 있었다.
1945년 광복 당시에는 1읍·11면(김화읍, 서면, 근남면, 근북면, 근동면, 원남면, 원동면, 임남면, 금성면, 원북면, 창도면, 통구면)으로 구성되어 있었다. 1945년 9월 2일, 미국과 소련이 38선을 경계로 한반도를 분할 점령함으로써 김화군 전 지역이 소련군정 관할 아래 들어갔다.
한국 전쟁의 결과 군역이 남북으로 분단되었고, 군사분계선 이남의 김화군(김화읍, 서면, 근남면과 근북·근동·원남·원동·임남면의 남쪽 일부)은 1963년 1월 1일에 대한민국 철원군에 합쳐져 철원의 김화 지역으로 불린다.
군사분계선 이북의 김화군은 1952년 군면리 대폐합 때 창도군으로 되었다가 1954년에 대부분이 김화군으로 복군되었고, 2001년 행정구역 개편으로 인하여 1914년 부군면 통폐합 전에 김화군이었던 지역(옛 방통리 제외)이 평강군에 편입되었다. 그러나 2020년 10월 2일 조선중앙텔레비죤의 김정은 위원장 김화군 시찰보도에서 김화군의 관할구역이 2001년 개편 직전으로 돌아간 사실이 확인된다. 또한 다른 날 다른 북조선 매체의 기사에서 기산리에서 아홉명의 자식을 낳은 송금숙의 거주지를 평강군 기산리로 명기하고 있어, 2001년 개편 자체가 무효가 된 것으로 추정된다. 
이에 따라 군사분계선 이북의 김화 지역은 김화군으로 환원된 근북 근동 일대, 계속 김화군에 잔류한 금성 일대, 창도군 등으로 나뉘어 있다.

## 역사
- 1895년 음력 윤5월 1일 : 춘천부 김화군으로 개편되었다.[3]
- 1896년 8월 4일 : 강원도 김화군으로 개편되었다.(7면)[4]
  - 초동면(初東面), 이동면(二東面), 초북면(初北面), 원북면(遠北面), 군내면(郡內面), 서면(西面), 남면(南面)
- 1914년 4월 1일 : 김화군과 금성군(金城郡)이 김화군으로 통합되었다. 옛 김화군의 남·북·동면은 첫머리에 근(近)을, 옛 금성군의 남·북·동면에는 첫머리에 원(遠)을 붙였다.(12면)[5]
  - 당시 금성군(9면) : 통구면(通口面), 오산면(梧山面), 기성면(岐城面), 북면(北面), 서면(西面), 군내면(郡內面), 임남면(任南面), 동면(東面), 남면(南面)
  - 금성군 군내면+서면=금성면(金城面), 기성면+오산면=기오면(岐梧面)
  - 김화군 초동면+이동면=근동면[6], 초북면+원북면=근북면[7]
- 1917년 : 군내면이 김화면으로 개칭되었다.
- 1939년 : 기오면이 창도면으로 개칭되었다.
- 1941년 10월 1일 : 김화면이 김화읍으로 승격하였다.[8]
- 1945년 광복 당시에는 1읍·11면(김화읍, 서면, 근남면, 근북면, 근동면, 원남면, 원동면, 임남면, 금성면, 원북면, 창도면, 통구면) 96리(里)로 구성되어 있었다.

## 행정 구역
1914년의 행정구역과 현재의 행정구역 비교
| 1914년          | 1914년                                                 | 현재          | 현재                                                   |
| 면              | 리                                                     | 읍·면         | 리                                                     |
| --------------- | ------------------------------------------------------ | ------------- | ------------------------------------------------------ |
| 군내면 (郡內面) | 읍내리, 생창리, 암정리, 운장리, 용양리, 학사리, 감봉리 | 철원군 김화읍 | 읍내리, 생창리, 암정리, 운장리, 용양리, 학사리, 감봉리 |
| 근남면 (近南面) | 풍암리, 양지리, 사곡리, 육단리, 잠곡리, 마현리         | 철원군 근남면 | 풍암리, 양지리, 사곡리, 육단리, 잠곡리, 마현리         |
| 근동면 (近東面) | 광삼리 대부분, 방통리 대부분                           | 철원군 근동면 | 광삼리, 방통리                                         |
| 근동면 (近東面) | 하소리, 교전리, 광삼리 일부                            | 김화군        | 근동리                                                 |
| 근동면 (近東面) | 수태리, 아침리                                         | 김화군        | 수태리                                                 |
| 근동면 (近東面) | 방통리 일부                                            | 김화군        | 구봉리 일부                                            |
| 근북면 (近北面) | 유곡리, 율목리, 백덕리, 금곡리                         | 철원군 근북면 | 유곡리, 율목리, 백덕리, 금곡리                         |
| 근북면 (近北面) | 건천리, 두촌리                                         | 김화군        | 건천리                                                 |
| 근북면 (近北面) | 산현리,성암리                                          | 김화군        | 성산리                                                 |
| 서면 (西面)     | 자등리, 와수리                                         | 철원군 서면   | 자등리, 와수리                                         |
| 서면 (西面)     | 청양리, 도창리                                         | 철원군 김화읍 | 청양리, 도창리                                         |
| 금성면 (金城面) | 매회리, 탑거리                                         | 평강군        | 탑거리                                                 |
| 금성면 (金城面) | 경파리, 방충리, 상리, 후천리, 원동리                   | 김화군        | 김화읍                                                 |
| 금성면 (金城面) | 초서리, 별양리, 어천리                                 | 김화군        | 초서리                                                 |
| 원남면 (遠南面) | 주파리, 진현리 일부, 죽대리 일부, 노동리 일부          | 철원군 원남면 | 주파리, 진현리, 죽대리, 노동리                         |
| 원남면 (遠南面) | 경상리, 개야리, 남둔리, 노동리 일부, 죽대리 일부       | 김화군        | 원남리                                                 |
| 원남면 (遠南面) | 구룡리, 월봉리, 풍동리, 진현리 일부                    | 김화군        | 구봉리                                                 |
| 원남면 (遠南面) | 백양리                                                 | 평강군        | 수태리 일부                                            |
| 원동면 (遠東面) | 세현리 일부, 등대리 일부                               | 철원군 원동면 | 세현리, 등대리                                         |
| 원동면 (遠東面) | 장연리                                                 | 김화군        | 김화읍 일부                                            |
| 원동면 (遠東面) | 용연리, 송실리, 세현리 일부, 등대리 일부               | 김화군        | 룡현리                                                 |
| 원동면 (遠東面) | 방평리, 율사리                                         | 김화군        | 원동리                                                 |
| 원북면 (遠北面) | 추의리 , 법수현리                                      | 김화군        | 신풍리, 법수리                                         |
| 원북면 (遠北面) | 고대리, 탄감리                                         | 김화군        | 신창리                                                 |
| 원북면 (遠北面) | 당현리, 감천리 일부                                    | 김화군        | 당현리                                                 |
| 원북면 (遠北面) | 고직리, 감천리 일부                                    | 김화군        | 원북리                                                 |
| 임남면 (任南面) | 수동리 일부                                            | 철원군 임남면 | 수동리                                                 |
| 임남면 (任南面) | 달전리, 상판리, 좌패리, 두목리, 노남리, 사천리         | 김화군        | 상판리                                                 |
| 임남면 (任南面) | 과호리, 어운리, 수동리 일부                            | 김화군        | 어호리                                                 |
| 임남면 (任南面) | 봉잔리, 면천리                                         | 금강군        | 오천리 일부                                            |
| 기오면 (岐梧面) | 유창리, 창도리, 득사리                                 | 김화군        | 창도리                                                 |
| 기오면 (岐梧面) | 학방리                                                 | 김화군        | 학방로동자구                                           |
| 기오면 (岐梧面) | 성현리 일부                                            | 회양군        | 송포리 일부                                            |
| 기오면 (岐梧面) | 도성리, 성현리 일부, 기성리 일부                       | 창도군        | 성도리                                                 |
| 기오면 (岐梧面) | 대백리 일부, 방성리                                    | 창도군        | 판교리                                                 |
| 기오면 (岐梧面) | 대백리 일부, 회현리, 성현리 일부                       | 창도군        | 대백리                                                 |
| 기오면 (岐梧面) | 기성리 일부                                            | 창도군        | 신성리                                                 |
| 통구면 (通口面) | 통현리, 장안리, 화평리, 화사리 일부, 도파리            | 창도군        | 장현리                                                 |
| 통구면 (通口面) | 당평리, 보막리, 삼태리, 현리, 화사리 일부, 북둔리      | 창도군        | 당산리                                                 |

## 광복 당시의 행정구역
광복 당시의 행정구역 기준으로, 원래의 김화읍, 근남면, 서면의 1읍 2면은 완전한 대한민국령이다. 근동면, 근북면, 원남면, 원동면, 임남면의 5개면은 남북으로 분단되어 있으며, 금성면, 원북면, 창도면, 통구면의 4개면은 전체가 군사분계선 이북 지역이다. 금성면은 현재 북강원도 김화군의 김화읍이 되어 있다.
| 읍면           | 면적(km2) | 리 숫자 | 리(里) |
| -------------- | --------- | ------- | --- |
| 김화읍(金化邑) | 48.02     | 7       | 읍내(邑內) 암정(巖井) 생창(生昌) 운장(雲長) 용양(龍楊) 학사(鶴沙) 감봉(甘鳳)                                             |
| 근남면(近南面) | 23.79     | 6       | 사곡(沙谷) 육단(六丹) 잠곡(蠶谷) 마현(馬峴) 풍암(豊巖) 양지(陽地)                                                        |
| 근동면(近東面) | 94.8      | 6       | 교전(橋田) 광삼(光三) 방통(芳通) 하소(下所) 아침(牙沈) 수태(水泰)                                                        |
| 근북면(近北面) | 98.72     | 8       | 두촌(斗村) 금곡(金谷) 백덕(柏德) 유곡(楡谷) 율목(栗木) 건천(乾川) 성암(城巖) 산현(山峴)                                  |
| 금성면(金城面) | 112.24    | 9       | 방충(芳忠) 상(上) 후천(後天) 경파(慶坡) 초서(初西) 어천(漁川) 탑거(塔距) 별양(別陽) 매회(梅檜)                           |
| 서면(西面)     | 121.93    | 4       | 청양(淸陽) 와수(瓦水) 자등(自等) 도창(道昌)                                                                              |
| 원남면(遠南面) | 163.76    | 11      | 개야(開野) 경상(慶祥) 주파(注波) 죽대(竹垈) 남둔(南屯) 노동(蘆洞) 풍동(楓洞) 진현(榛峴) 월봉(月峰) 백양(白楊) 구룡(九龍) |
| 원동면(遠東面) | 155.71    | 7       | 장연(長淵) 방평(芳坪) 용연(龍淵) 율사(栗沙) 송실(松室) 세현(細峴) 등대(登大)                                             |
| 원북면(遠北面) | 180.55    | 7       | 추의(鄒儀) 고대(高垈) 법수원(法首院) 당현(堂峴) 감천(甘泉) 고직(古直) 탄감(炭甘)                                         |
| 임남면(任南面) | 197.39    | 11      | 사천(泗川) 노남(魯南) 봉잔(烽棧) 좌패(佐佩) 면천(綿川) 두목(杜木) 상판(上板) 달전(達田) 과호(科湖) 어운(漁雲) 수동(水洞) |
| 창도면(昌道面) | 131.9     | 10      | 창도(昌道) 유창(楡昌) 득사(得寺) 학방(鶴芳) 방성(芳城) 기성(岐城) 도성(桃城) 성현(城峴) 회현(灰峴) 태백(太白)            |
| 통구면(通口面) | 124.61    | 10      | 현(縣) 화사(化泗) 도파(桃坡) 화평(花坪) 통현(通縣) 장안(長安) 북둔(北屯) 보막(寶幕) 당평(堂坪) 삼대(三臺)                |

## 같이 보기
- 철원군